# بيدرو أورتيز دافيلا
بيدرو أورتيز دافيلا (بالإنجليزية: Pedro Ortiz Davila)‏ هو مغني أمريكي، ولد في 21 مايو 1912 في بايامون في الولايات المتحدة، وتوفي في 8 يوليو 1986.

## روابط خارجية
- بيدرو أورتيز دافيلا على موقع ميوزك برينز (الإنجليزية)
- بيدرو أورتيز دافيلا على موقع أول ميوزيك (الإنجليزية)
- بيدرو أورتيز دافيلا على موقع ديسكوغز (الإنجليزية)